# J. Gordon Island
J. Gordon Island är en ö i Kanada.   Den ligger i territoriet Nunavut, i den östra delen av landet, 1 600 km norr om huvudstaden Ottawa. Arean är 10,8 kvadratkilometer.
Terrängen på J. Gordon Island är platt. Öns högsta punkt är 152 meter över havet. Den sträcker sig 5,6 kilometer i nord-sydlig riktning, och 5,2 kilometer i öst-västlig riktning.